# Jan Lukeš (kritik)
Jan Lukeš (* 12. září 1950, Praha) je český filmový a literární kritik, spisovatel a publicista.

## Život
V roce 1976 vystudoval Filozofickou fakultu Univerzity Karlovy v Praze. Poté byl nucen živit se jako umývač oken. Od roku 1987 pracoval v Československém filmovém ústavu. V roce 1990 se stal komentátorem deníku Lidové noviny, v letech 1991 až 1994 byl vedoucím kulturní rubriky deníku. Od roku 1999 spolu s Janem Schmidem do roku 2022 připravoval a moderoval literární revue Třistatřicettři pro Českou televizi.
Spolupracoval na scénáři filmu Pavla Štingla Zaniklý svět Karla Pecky. Je také autorem námětu a scénáře filmu Martina Šulíka Klíč k určování trpaslíků podle deníků Pavla Juráčka. Později tyto deníky editoval a kniha získala v roce roku 2004 cenu Magnesia Litera za nakladatelský čin.
Je autorem námětu a scénáře cyklu televizních dokumentů o tzv. nové vlně v československém filmu Zlatá šedesátá, který se zaměřoval na tehdy žijící a filmaře 60. let, měl 26 dílů a Česká televize ho vysílala v roce 2009. Je také autorem námětu a scénáře návazného televizního cyklu Zlatá šedesátá II o tvůrcích již nežijících, ať už z jádra nové vlny, či z širšího kontextu šedesátých let. Dále pro ČT připravil cyklus o „československé nové vlně“ s názvem Československý filmový zázrak, který byl vysílán v roce 2015.